# Kostioza
Kostioza, ichtiobodoza, Costiosis – pasożytnicza choroba ryb wywoływana przez wiciowce z rodzaju Ichthyobodo.
Wyróżnia się dwa gatunki wiciowców z rodzaju Ichthyobodo: I. necatrix oraz I. pyriformis, z czego ten pierwszy jest najczęstszą przyczyną wywoływania tej choroby. Nazwa wywodzi się od dawniej używanej nazwy rodzajowej Costia.

## Etiologia
Kostioza jest chorobą występująca w hodowli sztucznej, która atakuje przede wszystkim ryby młode. Wywołują ją bardzo małe wiciowce o (długości pasożyta 10-20 µm i szerokości 6-10 µm). Na żywicielu I. necatrix jest kształtu nerkowatego, natomiast poza nim pasożyt przybiera formę bardziej kulistą. Po brzusznej stronie ciała znajduje się otwór gębowy – cytostom oraz dwie pary wici (krótsze i dłuższe). W cytoplazmie można zaobserwować okrągłe jądro umieszczone w centrum oraz wicie wakuoli. Za ich pomocą może pływać przez jakiś czas w toni wodnej. Po napotkaniu żywiciela zwężonym końcem działającym jak przyssawka przytwierdza się do jego skóry.
Gdy opuści swego żywiciela żyje tylko ok. 30-60 minut. Potrafi jednak wytworzyć swoiste cysty przetrwalnikowe (7-10 µm), które potrafią przetrwać bardzo długi okres.
Najczęściej pojawia się na skórze ryby, płetwach, rzadziej na skrzelach.
W hodowli akwariowej pojawia się bardzo rzadko ze względu na temperaturę panującą w akwarium, atakując najczęściej narybek. W temperaturze 30 °C i wyższej pasożyty giną.

## Źródło inwazji
Źródłem rozprzestrzeniania się tej choroby są najczęściej zarażone ryby. W hodowli stawowej zdarzają się przypadki rozpowszechnianie się choroby poprzez ptaki przenoszące padłą rybę zarażoną kostiozą z jednego zbiornika do drugiego.

## Rozwój choroby
Ichthyobodo necatrix rozmnaża się poprzez podział podłużny, zależny od temperatury, najszybciej w temperaturze ok. 25 °C i wodzie dającej odczyn bardziej kwaśny (pH) 4,5–6,0.

## Objawy
Rozwój choroby powoduje ogólne osłabienie ryby. Na powierzchni ciała pojawia się biały nalot wywołany wydzielaniem się nadmiernej ilości śluzu związanego z reakcją obronną skóry ryby na inwazję pasożytów. W miejscach, gdzie dokonała się inwazja, skóra wykazuje przekrwienia i wybroczyny.
Ryby ocierają się o rośliny i przedmioty starając się pozbyć „natręta”, zaś ich ruchy stają się chwiejne. Na płetwach można zauważyć ich postrzępienie. Skrzela bledną, pokrywając się dużą ilością śluzu. W następstwie ataku na skrzela ryba wykazuje objawy duszności. Podpływa do miejsc najlepiej dotlenionych, z trudem łapie powietrze z powierzchni wody. Ryby przestają żerować i szybko chudną. W stadium już bardzo zaawansowanym na skórze, płetwach i skrzelach mogą pojawić się ogniska martwe.

## Zwalczanie
Skutecznym sposobem na leczenie są kąpiele lecznicze. Przeprowadzać je należy w oddzielnych zbiornikach:
- sól kuchenna: 10-15 g/ l wody (15-20 min w temp. 25-30 °C)
- roztwór formaliny, stosując 20-25 ml tego środka na 100 l wody (czas kąpieli 30-45 minut)
- roztwór wodny chloraminy o stężeniu 1:200 000 (ok. kwadransa)
- roztwór siarczanu miedzi w proporcji 1:2000, przez okres 1–2 minuty
- kąpiel w roztworze chininy (1 g na 50 l wody)
- kąpiel długotrwała w roztworze trypaflawiny (akryflawina) (1 g na 100 l wody) na okres 3-5 dni
- kąpiel długotrwała – 20 ml FMC na 200 l wody
- Ichtioseptin Forte
- Protosol

## Zapobieganie chorobie
W profilaktyce należy zwracać szczególną uwagę na stan zdrowotny sprowadzanych ryb.
W celach zapobiegnięcia choroby należy poddać nowe ryby kąpieli w 1% roztworze soli kuchennej, na okres 30 minut przez kilka dni. Zabieg ten dobrze jest powtórzyć w odstępach 2-3 dniowych.